# ユーラシア研究所
ユーラシア研究所（ユーラシアけんきゅうじょ）は、ロシアと始めとしたユーラシア諸国(ロシア・ウクライナ・ベラルーシ・バルト三国・モルドバ・コーカサス・中央アジア)の、歴史、経済、社会、政治、教育、文化、自然科学技術の総合的研究の振興を目的とした研究機関。東京都世田谷区の東京ロシア語学院の校舎内にある。月刊の『ロシア・ユーラシアの経済と社会』と半年刊の『ユーラシア研究』の二つの学術誌を発行し、年10冊発行されている「ユーラシア・ブックレット」シリーズの編集を行っている。

## 概要
1989年に発足。研究員による研究所としての活動の他、頻繁にセミナーやシンポジウムを開いている。維持会員を募集しており、研究職以外の人でも活動に参加することができる。また研究活動に当たり、「日本国民とロシアなどユーラシア諸国の国民との相互理解と友好の発展という観点」も重視している。学術誌『ロシア・ユーラシアの経済と社会』は2015年12月号で第1000号目を迎える。「ユーラシア・ブックレット」シリーズは2015年に200冊目を達成した。